# Schleuse Freyburg
Die Schleuse Freyburg ist eine denkmalgeschützte Schleuse in einem Schleusenkanal der Unstrut in Freyburg (Unstrut) im Burgenlandkreis in Sachsen-Anhalt im Zentrum des Weinanbaugebietes Saale-Unstrut. Die Stadt gehört der Verbandsgemeinde Unstruttal an, deren Verwaltungssitz sie zugleich ist. Eingetragen ist die Schleuse unter der Erfassungsnummer 107 05062 des Landesamtes für Denkmalpflege des Landes Sachsen-Anhalt.

## Geschichte
Eine Nutzung der Unstrut als Transportweg ist seit 981 urkundlich belegt. Schifffahrt auf der Unstrut wird 1602 erwähnt. Eine nennenswerte wirtschaftliche Nutzung war aufgrund der geringen Tiefe und der morastigen Ufer lange Zeit nur sehr eingeschränkt möglich. Zur Erhaltung der Uferwege mussten große Anstrengungen unternommen werden, da diese für das Treideln der Frachtkähne unabdingbar notwendig waren. Ab dem Jahre 1790 wurde die Saaleschifffahrt weiter ausgebaut. Der Kurfürst von Sachsen, Friedrich August III. ordnete in diesem Zusammenhang an, die obere Saale und auch die Unstrut wirtschaftlich schiffbar zu machen. Die Schleuse Freyburg, früher auch Schleuse Freiburg geschrieben, wurde im Rahmen des Großprojektes der Schiffbarmachung von der Saale bis zur Unstrut 1790 bis 1794 erbaut. Sie wurde 1794 als eine der ursprünglich 12 Unstrutschleusen fertig gestellt. 1834 war die Unstrut durchgängig (Zitat) (be)fahrbar gemacht, und es sind 12 Schleusen an derselben angelegt, nämlich zu Artern, Ritheburg, Schönewerda, Roßleben, Wendelstein, Nebra, Vitzenburg, Karsdorf, Burgscheidungen, Laucha, Zscheiplitz und Freiburg. Bei sämmtlichen Schleusen sind Zugbrücken angelegt, damit die Straßen nicht unterbrochen werden.
Mitte der 1950er Jahre bereits verlor die Unstrut als Wasserstraße an wirtschaftlicher Bedeutung. Die wasserbaulichen Anlagen wurden vernachlässigt und ein Teil des Wehres in der Unstrut brach 1966 durch. 1967 wurde der Fluss aus dem Verzeichnis der Binnenwasserstraßen der DDR gestrichen und im Rahmen eines Hochwasserschutzprogramms für die Unstrut die Schleusen Artern, Schönewerda, Roßleben, Nebra, Vitzenburg, Karsdorf und Freyburg stillgelegt. Im Rahmen einer erneuten Flussbaumaßnahme wurde das Wehr 1971 vollständig abgerissen und 1977 ein provisorischer Stau errichtet. Die Schleuse wurde etwa einen Meter hoch mit Erdreich überschüttet. 1989 wurde mit der Planung für einen Neubau des Wehres und einer Rekonstruktion der Schleusenanlage begonnen, die dann 1992 freigelegt wurde. Im Juni 1993 war der offizielle Baustart der Bauarbeiten zur Wiederherstellung der Schleuse. Die Einweihung der Schleuse Freyburg fand am 27. November 1995 statt. Als erstes Schiff seit Jahrzehnten passierte das kleine Fahrgastschiff Fröhliche Dörte die Schleuse.

## Beschreibung
Die heutige Schleuse Freyburg ist eine Kammerschleuse mit geraden Kammerwänden aus Nebraer Sandstein. Die Schleuse hat eine nutzbare Länge von 50,67 Meter. Sie ist 5,65 Meter breit. Ein zweites Unterhaupt wurde vermutlich 1878 während einer größeren Reparatur gebaut. Zum Verschließen der Schleusenkammer dienen Stemmtore, die über Torstangen und einem mechanischen Antrieb geöffnet und geschlossen werden. Die Schleuse war früher zugelassen für Schiffe bis zu einer Länge von etwa 46 Metern, was dem heute nicht mehr gebräuchlichen Unstrutmaß entspricht.
Die gesamte Stauanlage besteht aus dem Wehr, der Schleuse und einer Fischaufstiegshilfe. Das Wehr und die Fischaufstiegshilfe wurden vom November 1994 bis Oktober 1995 neu gebaut. Die Wehranlage besteht aus einem festen Wehr mit 80 m Kronenbreite. Mit der Rekonstruktion bzw. Wiederinbetriebnahme des Wehres und der Schleuse in Freyburg wurde gleichzeitig ein neuer Fischaufstieg gebaut, der die Durchgängigkeit der Unstrut an diesem Querbauwerk für wandernde Fischarten und wirbellose Organismen ermöglichen soll. Dabei handelt es sich am Wehr in Freyburg um einen Beckenpass.
Da der Fluss hier keine Bundeswasserstraße mehr ist, steht die touristische Nutzung im Vordergrund. Kleinere Fahrgastschiffe und Wassersportler mit kleineren Booten und geringem Tiefgang können die Unstrut noch befahren.
Die Zuständigkeit für die Unstrut von km 0,00 bis 45,28 wird vom Flussbereich Sangerhausen im Landesbetrieb für Hochwasserschutz und Wasserwirtschaft Sachsen-Anhalt (LHW) mit Sitz in Oberröblingen wahrgenommen.

## Bilder

Schleuse Freyburg
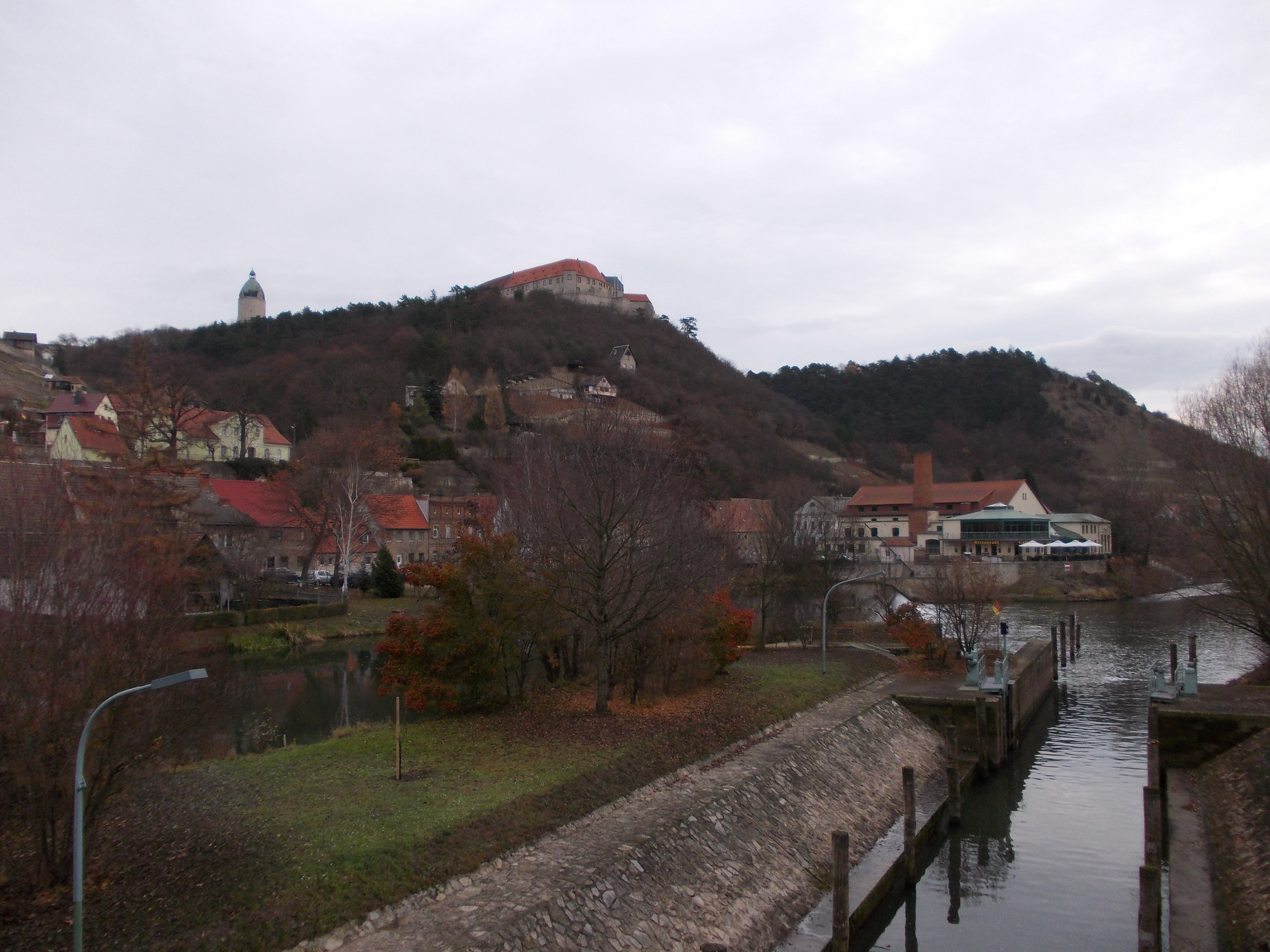
Zweites Unterhaupt der Schleuse
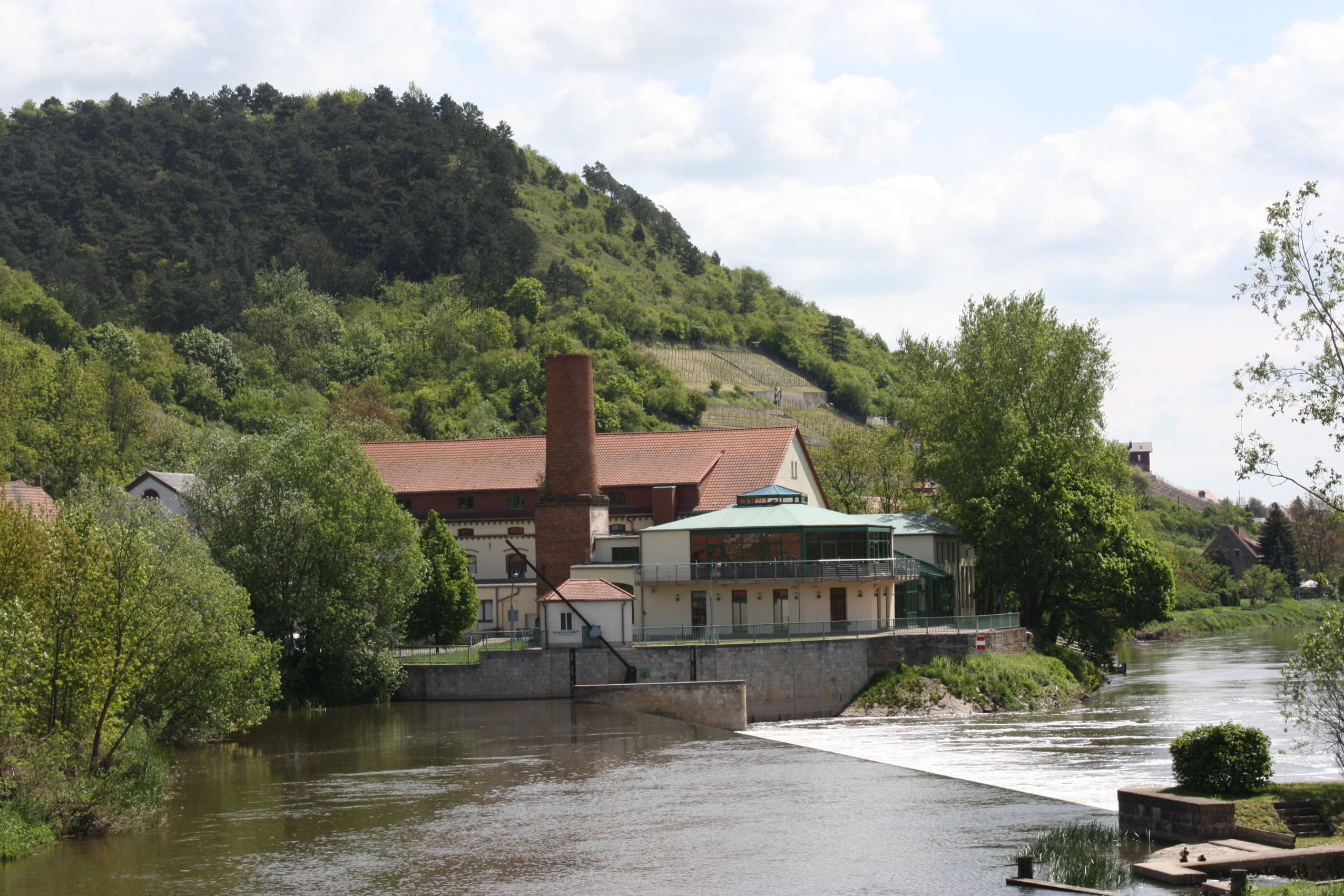
Wehr und Burgmühle